# Barbarista
Genre
Barbarista est un genre d'insectes diptères de la famille des Anthomyzidae.

## Liste d'espèces
Selon Catalogue of Life (30 octobre 2018) :
- Barbarista brachycera Rohacek, 1993
- Barbarista brevifrons Rohacek, 1993
- Barbarista davidi Rohacek, 1993
- Barbarista guttata Rohacek, 1993
- Barbarista pauperis Rohacek, 1993